# 633 Squadron
633 Squadron (bra: Inferno nos Céus; prt: Esquadrilha 633) é um filme estadunidense de 1964, dos gêneros drama e guerra, dirigido por Walter Grauman, com roteiro de James Clavell e Howard Koch baseado no romance homônimo de Frederick E. Smith.

## Sinopse
Segunda Guerra Mundial, 1944: o esquadrão de bombardeiros Mosquito é enviado em missão suicida para destruir inexpugnável fábrica de munições alemã.[carece de fontes?]

## Elenco
- Cliff Robertson ....... Comandante de voo Roy Grant
- George Chakiris ....... Tenente Erik Bergman
- Maria Perschy ....... Hilde Bergman
- Harry Andrews ....... Vice Marechal Marshal Davis
- Donald Houston ....... Capitão Don Barrett
- Michael Goodliffe ....... Líder do esquadrão Frank Adams
- John Meillon ....... Tenente  Gillibrand
- John Bonney ....... Tenente Scott
- Angus Lennie ....... Oficial Hoppy Hopkinson
- Scott Finch ....... Oficial Bissell (como Scot Finch)
- John Church